# Léandre Desmaisières

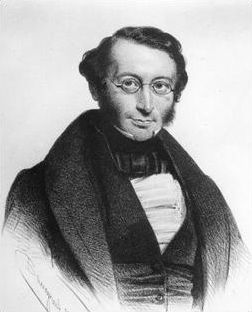
Léandre Desmaisières

Léandre Antoine Joseph Desmaisières (Derendorf (Duitsland), 9 september 1794 - Brussel, 27 mei 1864) was een Belgisch katholiek politicus en minister.

## Levensloop
Desmaisières werd geboren in Derendorf, een wijk in de Duitse stad Düsseldorf. Desmaisières was een zoon van de officier en industrieel Charles Desmaisières en van Olympe Morin d'Arfeuille. Zijn ouders, die van een Henegouwse familie stamden, emigreerden in het begin van de Franse overheersing. Hij trouwde met Anne de Ghendt.
Hij studeerde aan de École Polytechnique in Parijs (1812-1814). In 1814-1815 was hij luitenant bij de troepen van de graaf van Artois en vervolgens (1815-1824) genieofficier in het leger van het Verenigd Koninkrijk der Nederlanden.
Vanaf 1824 werd hij industrieel in Gent. 

## Politiek
Onder het Belgisch Koninkrijk begaf hij zich in de politiek. Hij was achtereenvolgens of gelijktijdig:
- 1832-1847: katholiek volksvertegenwoordiger voor het arrondissement Gent;
  - Op 6 november 1832 werd hij voor het eerst verkozen als volksvertegenwoordiger, bij een buitengewone verkiezing ter vervanging van de liberaal Josse Delehaye, die procureur des Konings van Gent werd.
  - Op 24 april 1839 vond er, omwille van zijn benoeming tot minister, een herverkiezing als volksvertegenwoordiger plaats. Gezien het eerder een formaliteit was, lag de opkomst laag. Op 2.765 ingeschreven kiezers kreeg Desmaisières 284 van 305 uitgebrachte stemmen.
  - Op 7 mei 1841 vond er, omwille van zijn benoeming tot minister, een herverkiezing als volksvertegenwoordiger plaats. Theodore de Coninck (zoon van Patrice de Coninck) was de liberale tegenkandidaat, maar Desmaisières won met 998 tegen 536 stemmen.
  - Bij de reguliere verkiezingen van juni 1847 raakte hij niet herverkozen.
  - Bij de verkiezingen van juni 1850 raakte hij bijna verkozen tot volksvertegenwoordiger voor Diksmuide: zijn nipte verkiezing werd geannuleerd waarna Pierre De Breyne herverkozen werd.
- 1843-1848: provinciegouverneur in Oost-Vlaanderen;
- 1852-1861: volksvertegenwoordiger voor het arrondissement Eeklo.

In 1839 werd hij benoemd tot regeringscommissaris bij de Banque de Belgique voor de lening van vier miljoen Belgische franken.
Desmaisières werd minister:
- van Financiën (5 april 1839 - 6 april 1840) in de regering-De Theux de Meylandt I;
- van Openbare werken (13 april 1841 - 15 april 1843) in de regering-De Mûelenaere-Nothomb;
- van Oorlog, ad interim (van 5 april tot 15 april 1843).